# Georg Beyer (Journalist)
Georg Beyer (geboren 2. Oktober 1884 in Breslau; gestorben 27. Oktober 1943 in Toulouse) war ein deutscher Journalist verschiedener sozialdemokratischer Presseorgane.

## Leben
Georg Beyer war ein Sohn des Kaufmanns Salomon Beyer und der Therese Simon. Er hatte auf dem Gymnasium Schulschwierigkeiten und wurde relegiert. Er absolvierte eine kaufmännische Lehre und machte ein Externenabitur. Er trat 1905 in die SPD ein, studierte 1906 bis 1908 Volkswirtschaft in Leipzig und arbeitete gleichzeitig 1906 als Journalist für die Leipziger Volkszeitung, ab 1908 für die Arbeiterzeitung in Dortmund und die Tribüne in Erfurt. Ab 1912 war er Redakteur bei der Rheinischen Zeitung in Köln und wurde stellvertretender Chefredakteur. Er geriet wegen Pressevergehen wiederholt in Haft.
In der Weimarer Republik wurde er 1919 in den Stadtrat von Köln gewählt und profilierte sich als Kulturpolitiker. Er setzte sich für den Aufbau der Volkshochschule ein.
Beyer sympathisierte mit dem christlichen Sozialismus. Er war ein Gegner des Rheinischen Separatismus. Wegen seiner jüdischen Herkunft wurde er von den Nationalsozialisten bedroht. Beyer war in zweiter Ehe mit Eleonore (Ellie) Wallach verheiratet, sie hatten zwei Kinder.  

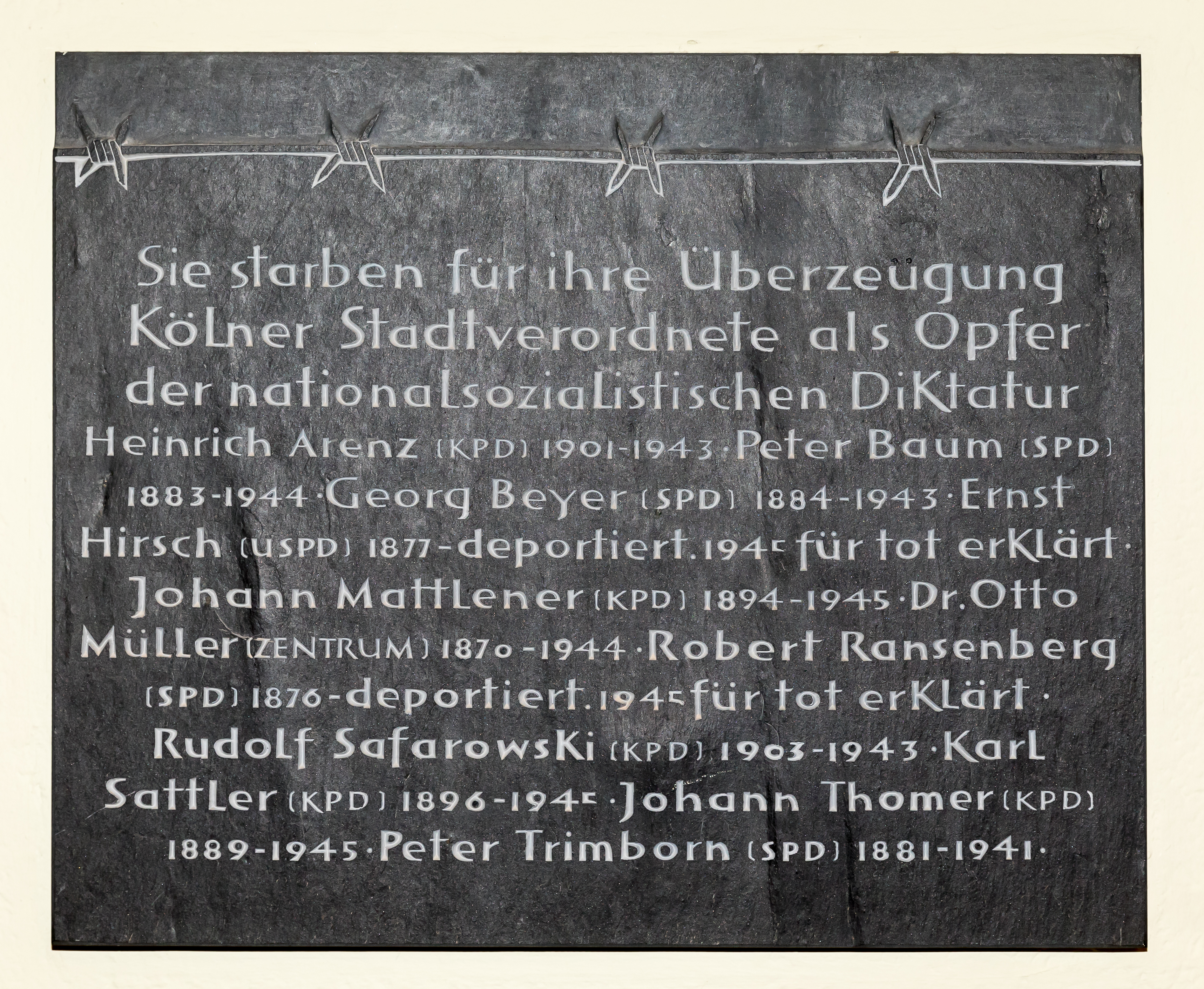
Gedenktafel im Rathaus Köln

Nach der Machtübergabe an die Nationalsozialisten 1933 flüchtete er ins Saargebiet und gab dort mit Wilhelm Sollmann die antifaschistische Zeitung Deutsche Freiheit heraus. Nach der von den Demokraten verlorenen Saarabstimmung und der Angliederung des Saargebiets an das Deutsche Reich flüchtete Beyer mit seiner Familie 1935 nach Frankreich, wo er weiterhin für den Neuen Vorwärts und andere Exilpublikationen schrieb. 1936 wurde er im Deutschen Reich ausgebürgert. Im Zweiten Weltkrieg war er kurzzeitig als feindlicher Ausländer interniert. Er nahm den Decknamen „Progest“ an und lebte im Süden von Vichy-Frankreich. Beyer erkrankte schwer und starb vollständig gelähmt in einem Kloster in Toulouse. 
Im Kölner Stadtteil Stammheim wurde eine Straße nach ihm benannt. 

## Schriften (Auswahl)
- Die Kartelle und die Arbeiterschaft. Hamburg: Auer, 1908
- Katholizismus und Sozialismus. Berlin: J. H. W. Dietz Nachf., 1927
- Georg Beyer, August Rathmann (Hrsg.): Sozialismus aus dem Glauben. Zürich, 1929